# Yamaha MT-09 Tracer
La Yamaha MT-09 Tracer (FJ-09 en América del Norte) es un motocicleta sport-touring introducida en 2015 de motor en línea tricilíndrica de 847 cc (51.7 cu en). El motor proveniente de la MT-09 es tipo "crossplane", un marco de aleación de aluminio, y horquilla invertida.

## Diseño y desarrollo
El gerente de producción de Yamaha Shun Miyazawa indicó que los consumidores se han venido alejando de las motocicletas tipo sport y optando por versiones llamadas "naked" y las sport-touring. Al ser retirada del mercado la Yamaha TDM, se piensa que la MT-09 Tracer viene a ser su sucesora.
La tecnología de la MT-09 Tracer (FJ-09 en los Estados Unidos) viene directamente de la Yamaha MT-09, agregando un carenado parcial con parabrisas, un tanque de gasolina más grande, frenos ABS, y control de aceleración electrónica tipo "D-Mode" . El tablero es exactamente el mismo de la Yamaha XT1200Z Super Ténéré. Además, tiene luces tipo LED en los faros delanteros y en el stop trasero. El soporte del asiento trasero es más grande y robusto y de fábrica viene con soportes para maletas laterales. La horquilla trasera es un poco más larga y el asiento y manillar más alto respecto a la MT-09. El recorrido de la suspensión es más largo tanto atrás como adelante.

## Imágenes
|  |  |  |